# Hawikuh

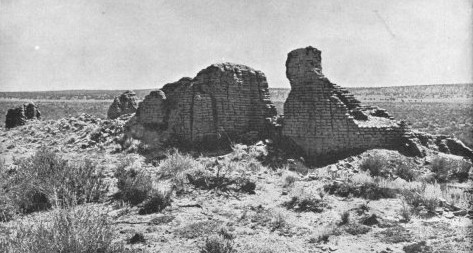
Ruinas de la Misión de la Purísima Concepción. Fotografía de hacia 1886.

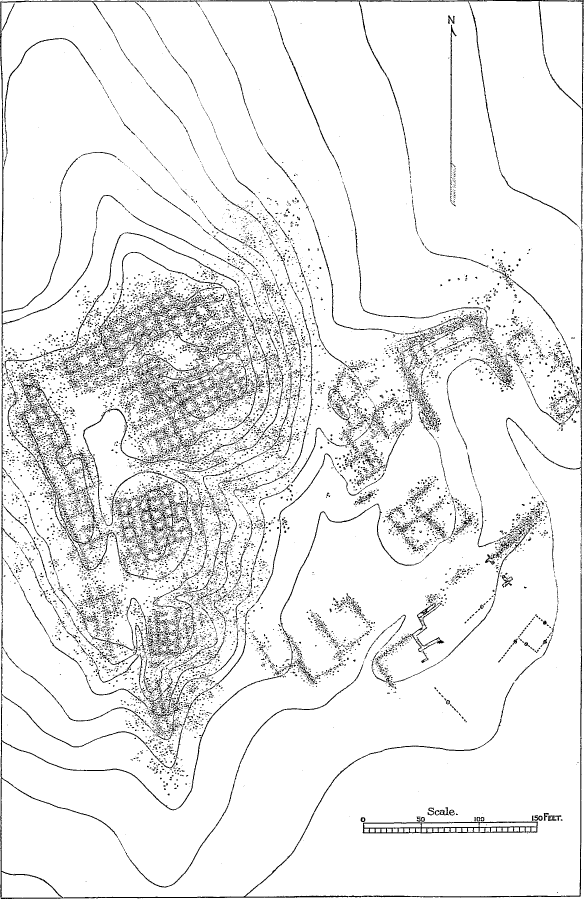
Mapa de las ruinas de Hawikuh por Victor Mindeleff, 1891

Hawikuh (también escrito Hawikku, que significa "hojas de goma" en idioma zuñi) fue uno de los pueblos de los indios zuñi más grandes cuando se produjo la entrada de los españoles en el territorio en el siglo XVI. Se fundó hacia el año 1400. Fue el primer asentamiento del grupo indígena conocido como pueblo que fue conquistado por los españoles, que se referían a él como Cíbola.
Se encuentra a 19 kilómetros al suroeste del Pueblo Zuñi, dentro de lo que actualmente es la reserva india de los zuñi, en el Condado de Cíbola, Nuevo México, Estados Unidos de América. Está incluido como parte del Complejo Zuñi-Cíbola de sitios arqueológicos, un Distrito Histórico Nacional más grande designado por el Departamento del Interior de los Estados Unidos en 1974.

## Historia
En noviembre de 1538 el virrey Antonio de Mendoza y Pacheco le encargó al fraile franciscano Marcos de Niza, conocido por sus conocimientos teológicos y geográficos, explorar los territorios al norte de México. Fray Marcos partió el 7 de marzo de 1539 en compañía de un grupo de nativos otorgados por el virrey y de un hombre negro originario de Marruecos llamado Estebanico. Este último murió asesinado por los nativos en Cíbola. El 2 de septiembre de 1539, pocos días después de su regreso a México, escribió que un indio le había dicho que había siete grandes ciudades, una de las cuales se llamaba Cíbola, donde había turquesas en abundancia, incluso en las puertas de las casas. También dijo haber avistado Cíbola a lo lejos, que era más grande que Ciudad de México y que en aquella tierra había mucho oro con el que se hacían vasijas, joyas y paletillas para quitarse el sudor.
Se organizó una nueva expedición, bajo el mando de Francisco Vázquez de Coronado. La expedición se componía de 150 soldados a caballo y 200 infantes, así como de 800 nativos amigos. El 7 de julio de 1540 avistaron Hawikuh. Se trataba de un pueblo de unos 200 hombres de guerra, con casas pequeñas. Los españoles, al ver que aquello era Cíbola, quedaron defraudados y algunos maldijeron a fray Marcos.
Como los indios no tenían actitud pacífica los españoles gritaron "Santiago" y se lanzaron sobre el pueblo. En la entrada del pueblo le tiraron muchas piedras a Vázquez de Coronado, y le hubiesen matado de no haber sido porque García López de Cárdenas y Fernando de Alvarado se tiraron sobre él y le sacaron de allí. En menos de una hora los españoles lograron tomar el pueblo y cogieron suministros. En adelante, Cíbola se avino a la paz.
Vázquez de Coronado escribió, el 3 de agosto, una carta dirigida al virrey Mendoza, donde decía que había renombrado el pueblo como Granada.
La expedición de Vázquez de Coronado regresó a México en 1542 pero tres frailes decidieron quedarse en aquellas regiones, acompañados de uno de los expedicionarios. Fray Juan de la Cruz fue a Hawikuh, fray Luis de Escalona fue a Cicuyé y fray Juan de Padilla se fue a Quivira con Andrés Docampo. Los tres frailes fueron asesinados por los indígenas y se convirtieron en los primeros mártires cristianos del actual territorio de los Estados Unidos de América. Su historia es conocida porque Andrés Docampo pudo escapar a México para contarla.
En 1628 los españoles establecieron la Misión de la Purísima Concepción en Hawikuh. Los españoles intentaron suprimir la religión zuñi e introdujeron el sistema de trabajo forzado de encomienda. En 1632, el pueblo se rebeló, quemó la iglesia y mató al sacerdote. En 1672, asaltantes apaches quemaron la iglesia. En 1680 fue quemado nuevamente durante la Gran Revuelta de los Pueblos, cuando todos los indios pueblo de Nuevo México se levantaron contra los españoles. Después de esta revuelta, los zuñi abandonaron definitivamente Hawikuh.
Las ruinas de Hawikuh fueron excavadas entre 1917 y 1923 por la Fundación Heye bajo la dirección de Frederick Webb Hodge.
Hawikuh fue declarado Hito Histórico Nacional en 1961 por el Departamento de Interior de Estados Unidos de América.